# Morethia boulengeri
Morethia boulengeri е вид влечуго от семейство Сцинкови (Scincidae). Видът не е застрашен от изчезване.

## Разпространение и местообитание
Разпространен е в Австралия (Австралийска столична територия, Виктория, Западна Австралия, Куинсланд, Нов Южен Уелс, Северна територия и Южна Австралия).
Обитава гористи местности и пустинни области. Среща се на надморска височина от 150,2 до 790,5 m.

## Описание
Популацията на вида е стабилна.